# ペーシュワー
ペーシュワー（マラーティー語: पेशवे, 英語：Peshwa）とは、インドのデカン地方、マラーター王国の宰相の称号。ペーシュワーの語はペルシア語で先導者あるいは指導者など意味するが、マラーター王国では宰相を意味する語として使用された。

## 歴史

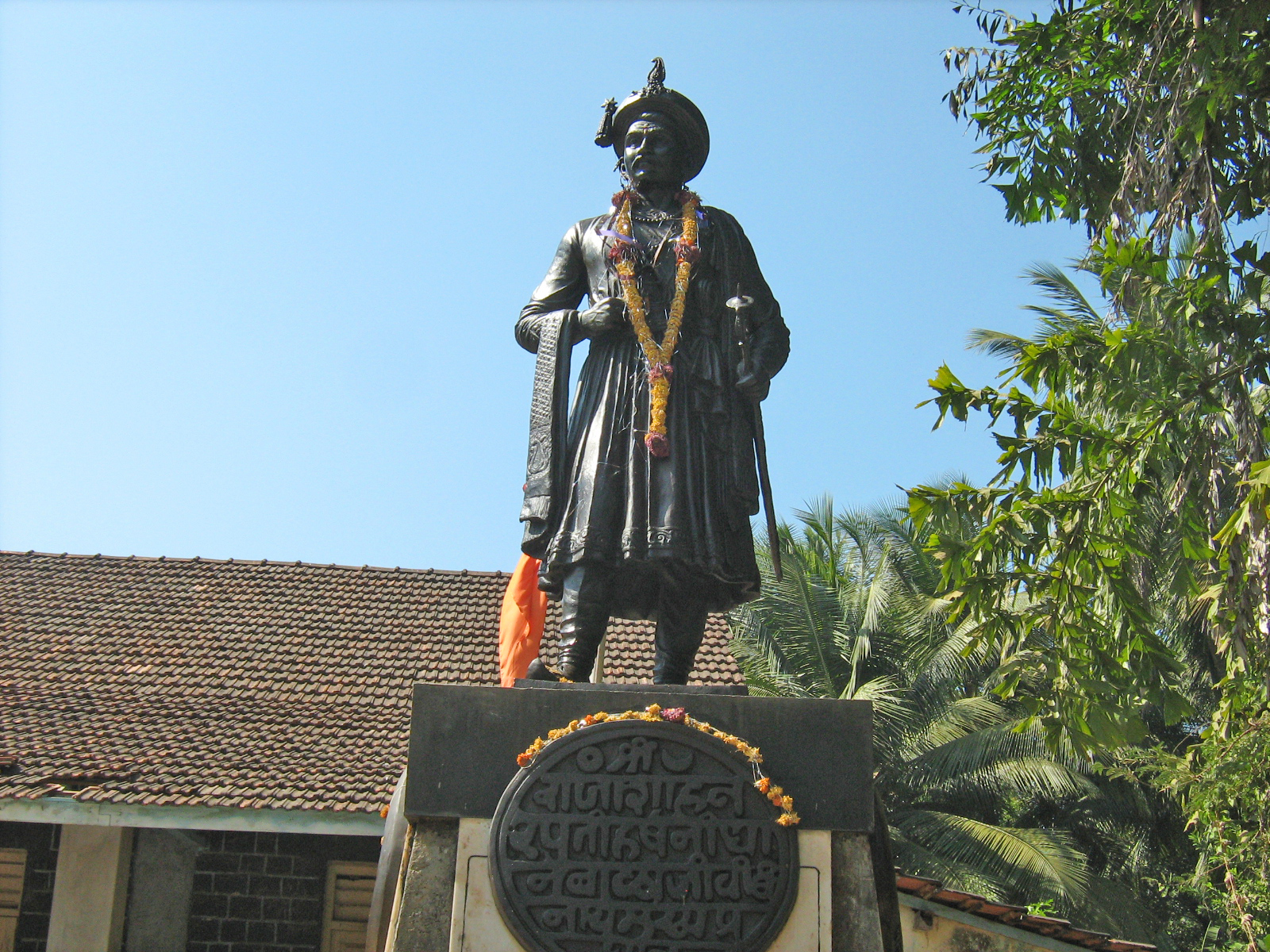
バーラージー・ヴィシュヴァナート

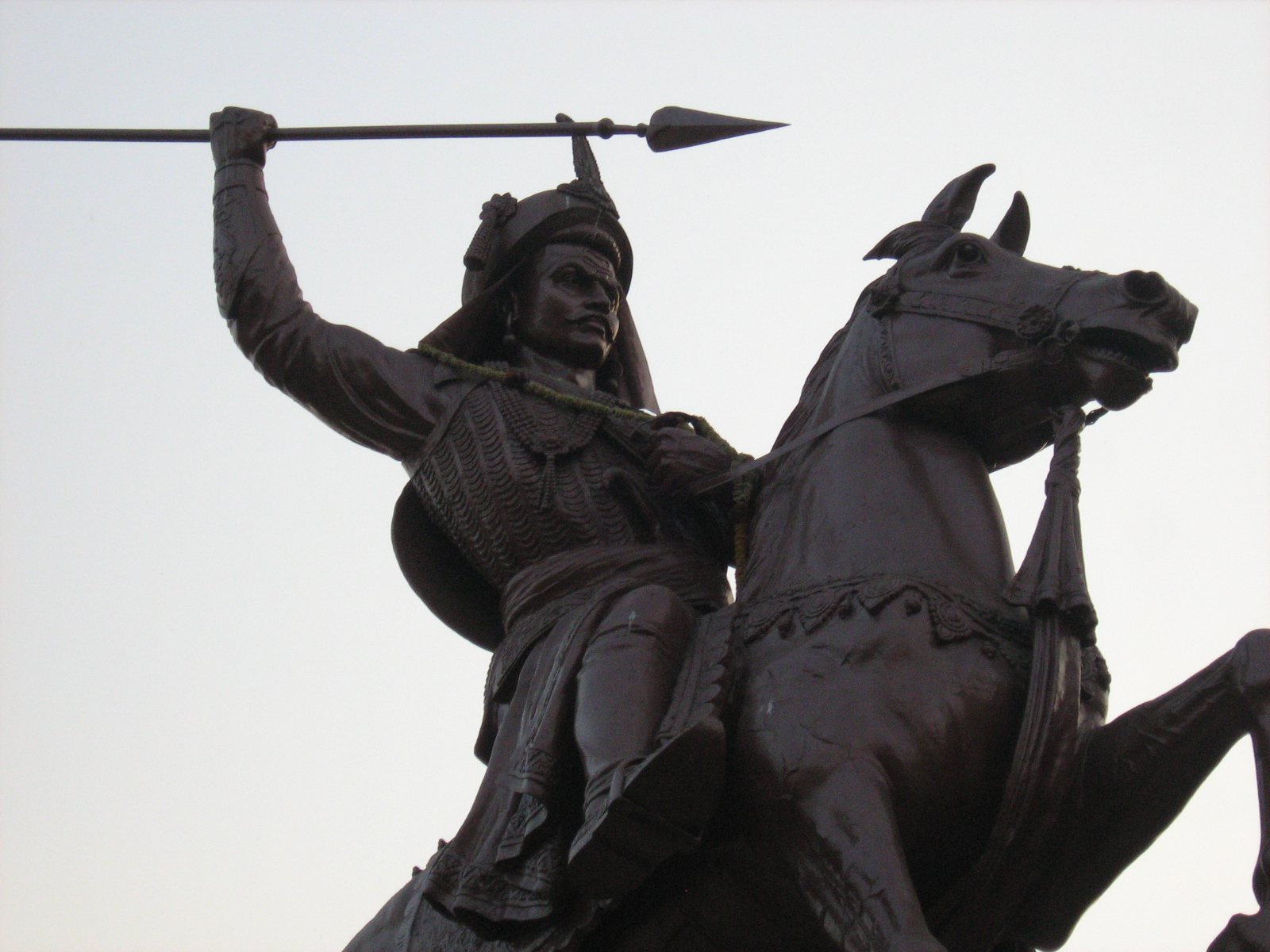
バージー・ラーオ

1684年、シヴァージーはマラーター王国を創始したのち、八大臣の制度を整えた。これはクシャトリヤの政治論に倣うものであった。八大臣は財務長官（アマーティヤ）、書記長官（サチーヴ）、軍事長官（セーナーパティ）などがあったが、その中で最高位だったのが宰相（ムクヤ・プラダーンあるいはペーシュワー）である。
この職を何人かが歴任したのち、最終的に1713年にマラーター王シャーフーの即位に尽力したバーラージー・ヴィシュヴァナートがその職に就いた。八大臣の一つすぎなかったペーシュワーをマラーター同盟の盟主に持ち上げたのは彼と、その息子バージー・ラーオである。
バーラージー・ヴィシュヴァナートは宰相位を息子バージー・ラーオに世襲させることに成功し、ペーシュワー朝（Peshwa dynasty）と呼ばれる世襲王朝に等しいペーシュワー政権を王国に作った。
バーラージー・ヴィシュヴァナートの死後、バージー・ラーオはデカン地方の一王国にすぎないマラーター王国を広大な版図を領する帝国へと成長させ、宰相の権威を大きく挙げた。彼はマラーター同盟の盟主として君臨し、諸侯が宰相に忠誠を誓うかわりに宰相がその領土を認める封建制のような関係を構築した。また、彼はプネーに独自の拠点を持ち、シャニワール・ワーダーを建設した。
1740年にバージー・ラーオが死亡すると、息子のバーラージー・バージー・ラーオが宰相位を世襲した。1749年、マラーター王シャーフーが死亡すると、その遺言によってペーシュワーは国家の全権を掌握する形となった。また、行政府は宰相の拠点たるプネーへと移転された。
1761年1月の第三次パーニーパトの戦いののち、バーラージー・バージー・ラーオが急死すると、その息子マーダヴ・ラーオが宰相となった。彼はマラーター王国の権威を保持し続けることに成功したが、1772年に結核の悪化によって死亡した。
その後、弟のナーラーヤン・ラーオが宰相となったが、1773年に叔父のラグナート・ラーオに殺害された。その後、1774年にナーラーヤン・ラーオの息子マーダヴ・ラーオ・ナーラーヤンが誕生したことにより、彼が宰相になった。その際、権力は摂政であるナーナー・ファドナヴィースへと移った。
1818年、第三次マラーター戦争の結果、最後の宰相バージー・ラーオ2世はイギリスにより廃位され、年金生活者となった。